# Hydroptila apalachicola
Hydroptila apalachicola är en nattsländeart som beskrevs av Harris, Pescador och Pamela C. Rasmussen 1998. Hydroptila apalachicola ingår i släktet Hydroptila och familjen smånattsländor. Inga underarter finns listade i Catalogue of Life.